# Edificio Rex

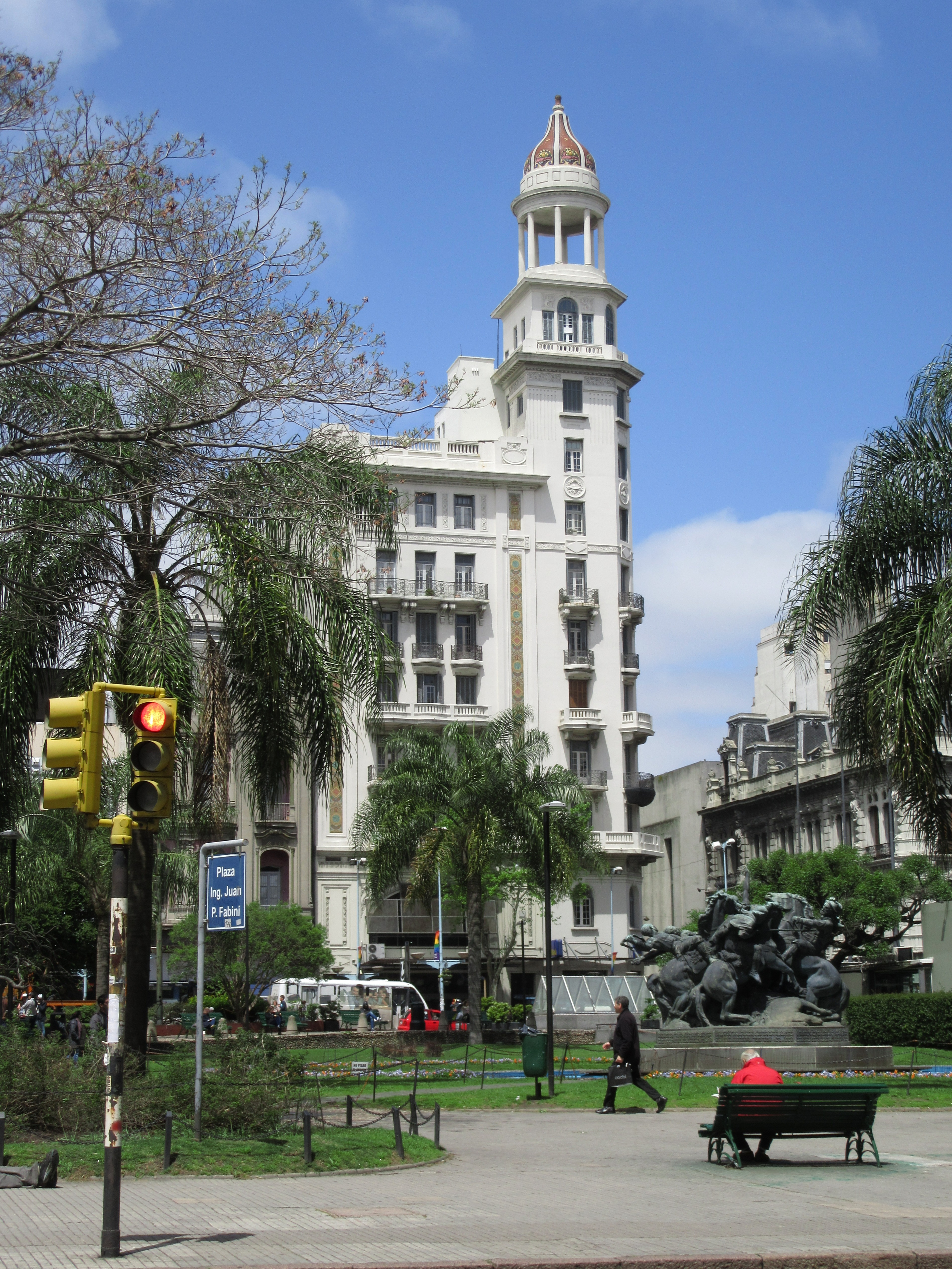
Edificio Rex

Das Edificio Rex ist ein Bauwerk in der uruguayischen Landeshauptstadt Montevideo.
Das 1927, nach anderen Angaben zwischen 1926 und 1928, errichtete Gebäude befindet sich im Barrio Centro an der Avenida 18 de Julio 1002, Ecke Julio Herrera y Obes gegenüber der Plaza Fabini. Für den Bau zeichnete als Architekt Alfredo Jones Brown verantwortlich. In der ursprünglichen Nutzung diente es als Wohn-Appartement, Büro- und Geschäftshaus und beherbergte von 1928 bis 1980 mit dem im Erdgeschoss befindlichen Cine Rex Theatre ein Kino mit einer Zuschauerkapazität von 850 Personen. Statt des Kinos ist mittlerweile ein Veranstaltungssaal, der Sala Zitarrosa, untergebracht. In den Jahren 1996 bis 1999 fanden Um- bzw. Erneuerungsarbeiten am über 531 Sitzplätze verfügenden Sala Zitarrosa unter Leitung der Architekten Conrado Pintos, Alberto Valenti und Arturo Silva Montero statt. Das Edificio Rex wird architektonisch dem historischen Eklektizismus zugeordnet.
Seit 1996 ist das Edificio Rex als Monumento Histórico Nacional klassifiziert.